# Sela pri Otovcu
Sela pri Otovcu – wieś w Słowenii, w gminie Črnomelj. W 2018 roku liczyła 73 mieszkańców.